# Phygadeuon dissimilis
Phygadeuon dissimilis är en stekelart som först beskrevs av Kiss 1924.  Phygadeuon dissimilis ingår i släktet Phygadeuon och familjen brokparasitsteklar. Inga underarter finns listade i Catalogue of Life.